# Opius montevidanus
Opius montevidanus är en stekelart som beskrevs av Fischer 1966. Opius montevidanus ingår i släktet Opius och familjen bracksteklar. Inga underarter finns listade i Catalogue of Life.